# Districtul Goms
Districtul Goms franceză District de Conches are capitala Münster VS și se află în cantonul Wallis, Elveția.

## Localități din cadrul districtului
| Numele comunei        | Locuitori (dec. 2006) | Suprafata in km² | Nr-local |
| --------------------- | --------------------- | ---------------- | -------- |
| Bellwald              | 434                   | 13.7             | 6052     |
| Binn                  | 156                   | 65.0             | 6054     |
| Blitzingen            | 76                    | 11.8             | 6055     |
| Ernen 4               | 534                   | 35.4             | 6056     |
| Fiesch                | 956                   | 11.3             | 6057     |
| Fieschertal           | 285                   | 173.0            | 6058     |
| Grafschaft 1          | 196                   | 22.6             | 6073     |
| Lax                   | 311                   | 5.0              | 6061     |
| Münster-Geschinen 2   | 506                   | 48.7             | 6074     |
| Niederwald            | 54                    | 4.7              | 6064     |
| Obergesteln           | 221                   | 14.6             | 6065     |
| Oberwald              | 273                   | 96.9             | 6066     |
| Reckingen-Gluringen 3 | 508                   | 41.2             | 6075     |
| Ulrichen              | 218                   | 44.4             | 6071     |
| Total (14)            | 4728                  | 588.3            | 2304     |

## Așezare geografică
Districtul Goms este situat în partea estică a cantonului Wallis între izvoarele râului  Rhône și comuna Grengiols. Din nord în district se poate ajunge prin tunelul Lötschberg, din est și sud prin tunelul Furka ca și pasul Furka, pasul Grimsel și pasul Nufen unde se poate ajunge prin pasul Simplon.